# 네슬리한 아타귈
네슬리한 아타귈(튀르키예어: Neslihan Atagül, 1992년 8월 20일 ~ )는 터키의 배우이다. 2012 도쿄 국제 영화제 여자연기자상 수상자이다.

## 출연 작품
- 엔들리스 러브 (2015)
- 아라프 (2012)